# 瑞典國立博物館
國立博物館（瑞典語：Nationalmuseum）是一座位於瑞典斯德哥爾摩布拉西霍爾曼半島的國立美術館，館藏大多由古斯塔夫三世國王和卡爾·古斯塔夫·特森捐贈。博物館於1792年成立時，原名「皇家博物館」（Konglig Museum），但現在館址於1866年開放，同時改為現名。
國立博物館收藏約50萬件中世紀至19世紀的素描、陶瓷、繪畫、雕塑和現代藝術品，並設有藝術圖書館，供公眾及學術界使用。

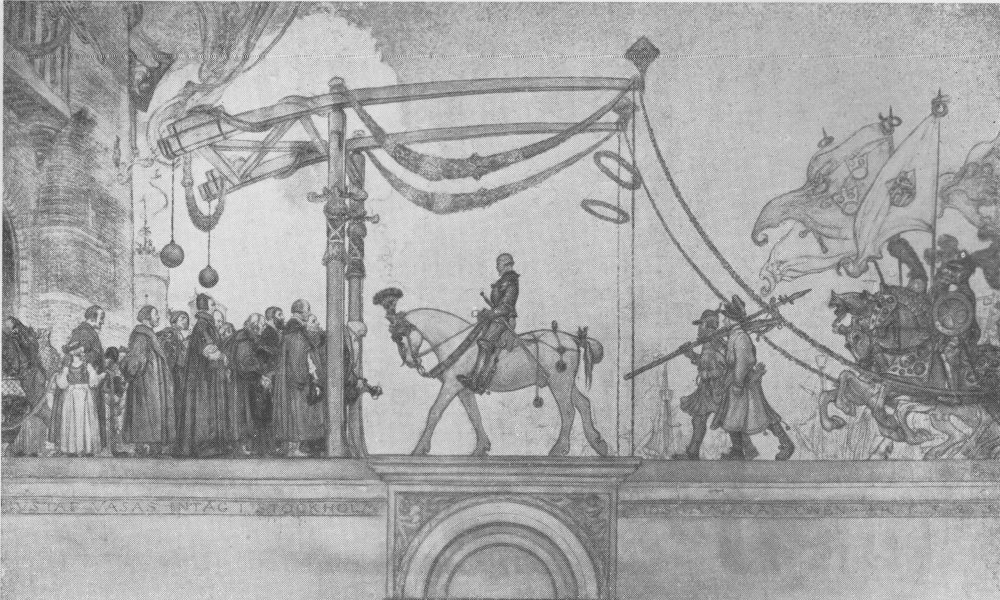
博物館牆上的壁畫《1523年古斯塔夫·瓦薩進入斯德哥爾摩》，由卡爾·拉爾森繪畫

## 建築
現時的博物館建築於1844至1866年間建造，靈感來自意大利北部的文藝復興建築。設計師為德國建築學家弗里德里希·奥古斯特·施都勒，同時也是德國柏林新博物館的設計師。除了中間的入口以外，外觀幾乎是封閉的，使外面無法看見裏面廣闊的空間。裏面由一條大樓梯貫穿各層，直達最高的展館。1961年，博物館進行了擴建，以容納工作室。餐廳則於1996年開始使用。

## 外部連結
- 國立博物館網站 （页面存档备份，存于）
- Virtual tour of the Nationalmuseum （页面存档备份，存于） provided by Google Arts & Culture